# Melissodes perlusa
Melissodes perlusa là một loài Hymenoptera trong họ Apidae. Loài này được Cockerell mô tả khoa học năm 1925.